# 20.000 especies de abejas
20.000 especies de abejas is een Spaanse film uit 2023, geregisseerd en geschreven door Estibaliz Urresola Solaguren.

## Verhaal
De film vertelt het verhaal van Lucía, een transgender meisje dat zich gevangen voelt in het lichaam van een jongen.

## Rolverdeling
| Acteur                | Personage |
| --------------------- | --------- |
| Sofía Otero           | Lucía     |
| Patricia López Arnaiz | Ane       |
| Ane Gabarain          | Lourdes   |
| Itziar Lazkano        | Lita      |
| Sara Cózar            | Leire     |
| Martxelo Rubio        | Gorka     |

## Productie
In juli 2021 werd Estibaliz Urresola Solaguren geselecteerd voor de MFI Script 2 Film Workshops van het Mediterranean Film Institute (MFI), dat zich richt op het gebied van training, gespecialiseerd in script- en projectontwikkeling. Ze nam ook deel aan het speelfilmproject Berlinale Co-Production Market in 2022. De film was een van de 19 officieel geselecteerde projecten voor de Berlinale Co-Production Market 2022. Inicia Films en Gariza Films namen de productie voor hun rekening.
Na het winnen van de Les Rails d’Or met haar korte film Cuerdas op het Filmfestival van Cannes 2022 in de sectie Semaine de la critique, begon Estibaliz Urresola vanaf einde juni 2022 met de filmopnames van haar speelfilmdebuut in Laudio/Llodio en Hendaye.

## Release en ontvangst
20.000 especies de abejas ging op 22 februari 2023 in première op het 73e Internationaal filmfestival van Berlijn in de competitie voor de Gouden Beer waar hij verscheidene prijzen won, waaronder de Zilveren Beer voor beste acteerprestatie in een hoofdrol. De film kreeg overwegend positieve kritieken van de filmcritici, met een score van 96% op Rotten Tomatoes, gebaseerd op 27 beoordelingen. De film werd op 30 november 2023 vijftien maal genomineerd voor de Premios Goya 2024 en won drie prijzen.

## Prijzen en nominaties
De belangrijkste:
| Jaar | Prijs                    | Categorie                                                | Genomineerde(n)                                                           | Uitslag     |
| ---- | ------------------------ | -------------------------------------------------------- | ------------------------------------------------------------------------- | ----------- |
| 2024 | Premios Goya             | Beste film                                               | Beste film                                                                | Genomineerd |
| 2024 | Premios Goya             | Beste actrice                                            | Patricia López Arnaiz                                                     | Genomineerd |
| 2024 | Premios Goya             | Beste mannelijke bijrol                                  | Martxelo Rubio                                                            | Genomineerd |
| 2024 | Premios Goya             | Beste vrouwelijke bijrol                                 | Ane Gabarain                                                              | Gewonnen    |
| 2024 | Premios Goya             | Beste vrouwelijke bijrol                                 | Itziar Lazkano                                                            | Genomineerd |
| 2024 | Premios Goya             | Beste origineel scenario                                 | Estibaliz Urresola Solaguren                                              | Gewonnen    |
| 2024 | Premios Goya             | Beste debuterend regisseur                               | Estibaliz Urresola Solaguren                                              | Gewonnen    |
| 2024 | Premios Goya             | Beste camerawerk                                         | Gina Ferrer García                                                        | Genomineerd |
| 2024 | Premios Goya             | Beste montage                                            | Raúl Barreras                                                             | Genomineerd |
| 2024 | Premios Goya             | Beste artdirector                                        | Izaskun Urkijo                                                            | Genomineerd |
| 2024 | Premios Goya             | Beste productiemanager                                   | Pablo Vidal                                                               | Genomineerd |
| 2024 | Premios Goya             | Beste geluid                                             | Eva Valiño, Koldo Corella, Xanti Salvador                                 | Genomineerd |
| 2024 | Premios Goya             | Beste speciale effecten                                  | Mariano García Marty, Jon Serrano, David Heras, Fran Belda, Indira Martín | Genomineerd |
| 2024 | Premios Goya             | Beste kostuums                                           | Nerea Torrijos                                                            | Genomineerd |
| 2024 | Premios Goya             | Beste grime en haarstijl                                 | Aihoa Eskusabel, Jose Gabarain                                            | Genomineerd |
| 2023 | Europese Filmprijzen     | Beste debuutfilm (European Discovery - Prix FIPRESCI)    | Estibaliz Urresola Solaguren                                              | Genomineerd |
| 2023 | Filmfestival van Berlijn | Gouden Beer                                              | Gouden Beer                                                               | Genomineerd |
| 2023 | Filmfestival van Berlijn | Prize of the Guild of German Art House Cinemas           | Estibaliz Urresola Solaguren                                              | Gewonnen    |
| 2023 | Filmfestival van Berlijn | Berliner Morgenpost Reader’s Jury Award                  | Estibaliz Urresola Solaguren                                              | Gewonnen    |
| 2023 | Filmfestival van Berlijn | GWFF Best First Feature Award                            | Estibaliz Urresola Solaguren                                              | Genomineerd |
| 2023 | Filmfestival van Berlijn | Teddy Award                                              | Teddy Award                                                               | Genomineerd |
| 2023 | Filmfestival van Berlijn | Zilveren Beer voor beste acteerprestatie in een hoofdrol | Sofía Otero                                                               | Gewonnen    |